# Pentscho Slawejkow

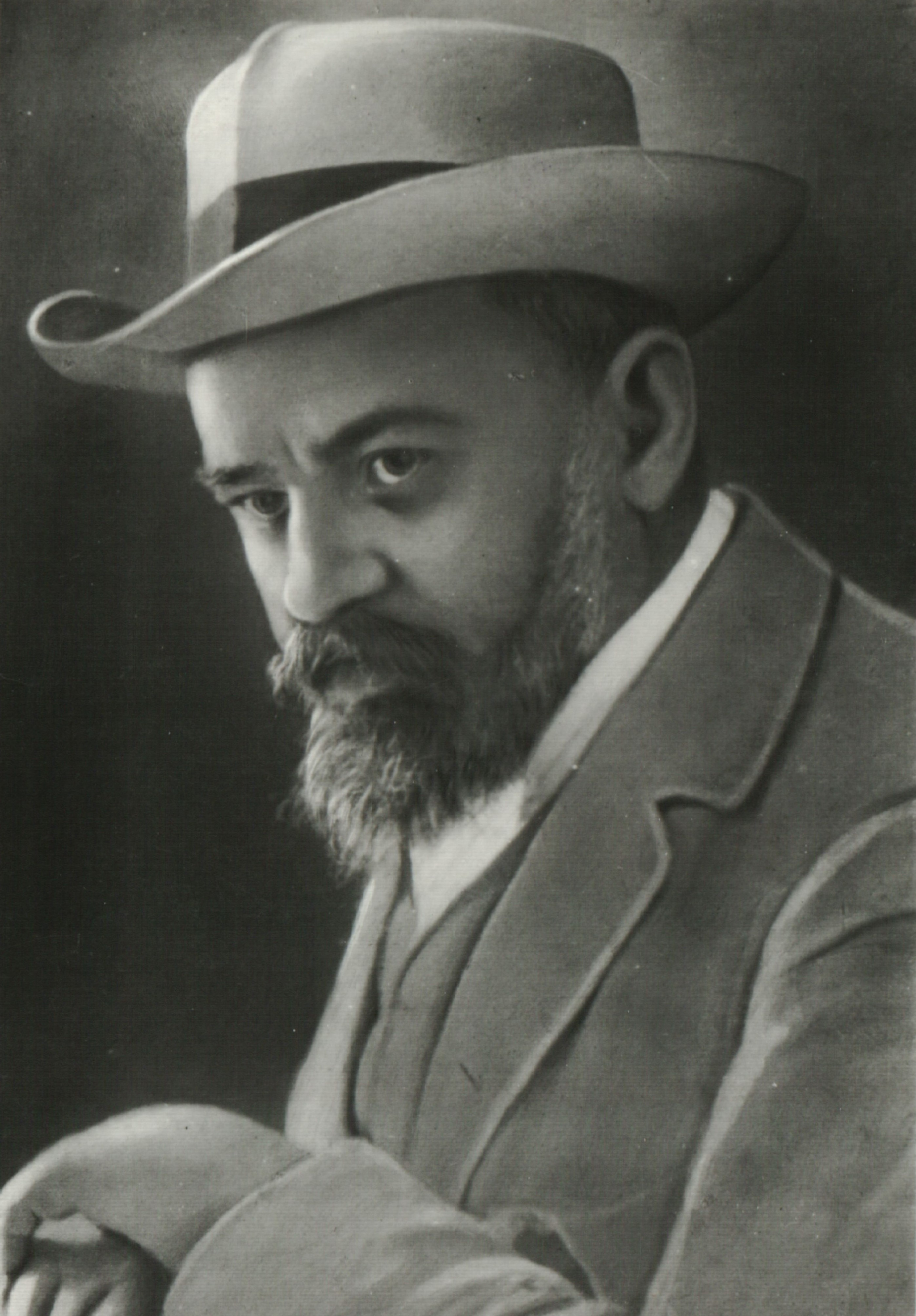
Pentscho Slawejkow

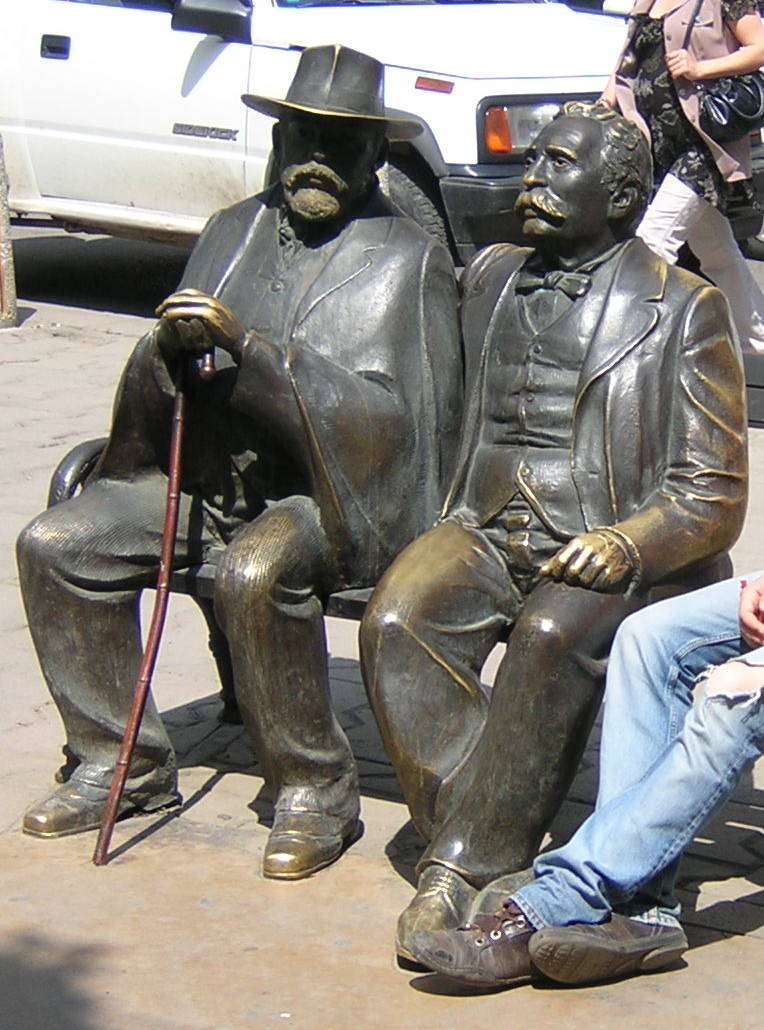
Pentscho Slawejkow (linke Skulptur) und sein Vater Petko (rechte Skulptur) am Slawejkow-Platz in Sofia.

Pencho Petkow Slawejkow (bulgarisch Пенчо Петков Славейков, wissenschaftliche Transliteration Penčo Petkov Slavejkov; * 27. April 1866 in Trjawna, Osmanisches Reich; † 28. Maijul. / 10. Juni 1912greg. in Brunate, Italien) war ein bulgarischer Dichter und einer der Teilnehmer des Misal-Kreises. Er war der jüngste Sohn des Schriftstellers Petko Slawejkow.

## Leben und Wirken
Er wurde in Trjawna, während der bulgarischen Wiedergeburt unter dem Niedergang des osmanischen Reichs geboren. Pentscho Slawejkow wuchs in Trjawna auf und erhielt dort seine erste Bildung, jedoch später auch in Stara Zagora und Plowdiw.
Bei einem Unfall mit 18 Jahren schlief er im Winter auf einer Bank ein, während es schneite, und er erkrankte danach an einer Lungenentzündung. Trotz langwieriger Behandlung in Plowdiw, Sofia, Leipzig, Berlin und Paris blieb diese Krankheit jedoch nicht ohne Spätfolgen – er konnte nicht ohne seinen Hund spazieren gehen, außerdem konnte er nur noch schwer sprechen und schreiben. Durch das in Folge zeitweilige Versinken in Melancholie und Depressionen, versuchte er eine Heilung in der Literatur zu finden und somit seinen eigenen Willen zu stärken.
Slawejkows Arbeiten, inklusive seiner Gedichte und den damit eng verbundenen Liedtexten. Er arbeitete mit vielen Magazinen zusammen, die seine Arbeit veröffentlichten und er verbrachte einen Teil seines Lebens in Leipzig, wo er Philosophie studierte, wo er sich mit der deutschen Literatur beschäftigte.
Nachdem er im Jahre 1898 nach Bulgarien zurückgekehrt war, tat sich Slawejkow mit dem Misal-Kreis und vielen anderen Autoren zusammen, wie zum Beispiel Krastjo Krastew, Petko Todorow oder Pejo Jaworow. Er wurde ein Regieassistent (1901 bis 1909) und von 1909 bis 1911 Direktor der Nationalbibliothek der Heiligen Kyrill und Method und war von 1908 bis 1909 Direktor des Bulgarischen National Theater. 
Er wurde auch auf verschiedene Missionen geschickt, so nach Moskau und Istanbul im Jahre 1909, nach Athen Neapel, Sorrent sowie nach Rom 1911, wo er die Entwicklung der Bibliotheken studierte. Während seiner Rückreise intensivierte er Schaffen.
Den Posten als Direktor bei der Nationalbibliothek der Heiligen Kyrill und Method verlor er am 10. Juli 1911, weil es zu politischen Missverständnissen mit dem Kulturminister Stefan Bobchew kam und er verließ Bulgarien. Slawejkow lebte dann in Zürich, Luzern, Göschenen, Andermatt, Lugano und an weiteren Orten in der Schweiz, bevor er Ende November 1911 in Italien ankam. Er blieb zunächst drei Monate in Rom, aber brach im Mai 1912 zu einer Reisen nach Florenz und weiter ins Engadin auf, um in den Bergen nach einem geeigneten Ort für eine Kur zu suchen. Am Ende des Monates Mai, kam er in die kleine Stadt Brunate in der Nähe des Comer Sees, wo er am 10. Juni 1912 starb. Slawejkow wurde zunächst auf den örtlichen Friedhof in Brunate begraben und 1921 wurden seine sterblichen Überreste exhumiert und nach Bulgarien überführt, wo er auf dem Sofiaer Zentralfriedhof beigesetzt wurde. Auf Grund seines frühen Todes brachte der schwedische Professor Alfred Jensen, der einige seiner Werke in Schwedische übersetzte, den Vorschlag beim Nobelpreiskomitee ein, Slawejkow posthum mit einem Nobelpreis auszuzeichnen.
Slawejkow wurde von 1999 bis 2006 auf der Vorderseite der bulgarischen 50 Lew-Banknote abgebildet.